# Porte de Vincennes (stacja metra)
Porte de Vincennes – stacja metra linii nr 1 metra w Paryżu. Stacja znajduje się pomiędzy  12. a 20. dzielnicą Paryża.  Została otwarta 19 lipca 1900 r.